# Николо-Крутины
Николо-Крутины — село в муниципальном округе Егорьевск Московской области России . 

## География
Село расположено на реке Любловке.

## История
Впервые упоминается как центр Крутинской волости Коломенского уезда в духовной великого князя Василия Дмитриевича от 1406 года. После выделения сёл Спасс-Леоновщина и Юрьево в XVIII веке в приходе погоста остались деревни Бережки, Захарово, сельца Абрютково, Боярское и Трубицыно. В 1887 году был построен приходской дом в котором размещалась двухклассная школа. На Николу весеннего (9 мая старого стиля) и Николу зимнего (6 декабря старого стиля) на погосте проходили большие ярмарки.

## Демография
Население — 35 человек (2010).
| 1859 | 1868 | 1885 | 1905 | 1926 | 2002 | 2006 |
| ---- | ---- | ---- | ---- | ---- | ---- | ---- |
| 15   | ↗18  | ↘17  | ↘12  | ↗22  | ↗23  | →23  |
| 2010 |      |      |      |      |      |      |
| ↗35  |      |      |      |      |      |      |

## Церковь[11]
Деревянная церковь во имя Николая Чудотворца возникла, вероятно, одновременно с волостью (конец XIV — начало XV веков). В 1577 была "дрвяна вверх", при ней было 10 чети пашни, 3 чети перелогу, 8 чети перелогу, лесом поросшего, 20 копен сена. В 1627 при ней состояли два священника — Киприан Михайлов и Григорий Леонтьев, пономарь Ивашка Михайлов и просвирница Марьица. В 1633 году церковь была перемещена, к 1663 пережила ряд поновлений. В 1778 пострадала от пожара, сгорел Трёхсвятский придел с колокольней. Церковь просуществовала до её разборки ввиду ветхости к 1891 году. 
В 1859 году на средства фабриканта Хлудова поставлена вторая, каменная церковь во имя Николая Чудотворца. Церковь была закрыта к 1930-м годам и была перепрофилирована под колхозный склад. Настоятель был расстрелян в 1938 году. К 1994 году церковь возвращена верующим, восстанавливается.